# 1675 Simonida
Simonida (asteróide 1675) é um asteróide da cintura principal com um diâmetro de 11,08 quilómetros, a 1,9524789 UA. Possui uma excentricidade de 0,1256053 e um período orbital de 1 218,75 dias (3,34 anos).
Simonida tem uma velocidade orbital média de 19,93211205 km/s e uma inclinação de 6,79539º.
Esse asteróide foi descoberto em 20 de Março de 1938 por Milorad Protić.